# Cladocarpus
Cladocarpus är ett släkte av nässeldjur. Cladocarpus ingår i familjen Aglaopheniidae.

## Dottertaxa tillCladocarpus, i alfabetisk ordning[1][2]
- Cladocarpus alatus
- Cladocarpus anonymus
- Cladocarpus bathyzonatus
- Cladocarpus bicuspis
- Cladocarpus bocki
- Cladocarpus bonneviae
- Cladocarpus boucheti
- Cladocarpus campanulatum
- Cladocarpus carinatus
- Cladocarpus cartieri
- Cladocarpus compressus
- Cladocarpus cornutus
- Cladocarpus crenatus
- Cladocarpus crepidatus
- Cladocarpus delicatus
- Cladocarpus diana
- Cladocarpus distans
- Cladocarpus distomus
- Cladocarpus dofleini
- Cladocarpus dolichotheca
- Cladocarpus elongatus
- Cladocarpus flexilis
- Cladocarpus flexuosus
- Cladocarpus formosus
- Cladocarpus gracilis
- Cladocarpus grandis
- Cladocarpus hirsutus
- Cladocarpus indicus
- Cladocarpus inflatus
- Cladocarpus integer
- Cladocarpus keiensis
- Cladocarpus leloupi
- Cladocarpus lignosus
- Cladocarpus longipinna
- Cladocarpus millardae
- Cladocarpus moderatus
- Cladocarpus multiapertus
- Cladocarpus multiseptatus
- Cladocarpus natalensis
- Cladocarpus obliquus
- Cladocarpus paradiseus
- Cladocarpus paraformosus
- Cladocarpus paraventricosus
- Cladocarpus paries
- Cladocarpus pectiniferus
- Cladocarpus pegmatis
- Cladocarpus pinguis
- Cladocarpus pourtalesi
- Cladocarpus ramuliferus
- Cladocarpus septatus
- Cladocarpus sewelli
- Cladocarpus sibogae
- Cladocarpus sigma
- Cladocarpus sinuosos
- Cladocarpus stechowi
- Cladocarpus tenuis
- Cladocarpus tortus
- Cladocarpus unicornis
- Cladocarpus vaga
- Cladocarpus valdiviae
- Cladocarpus vancouverensis
- Cladocarpus ventricosus
- Cladocarpus verrilli